# Rita Angela
Rita Angela (født 16. juli 1933 i København, død 17. november 2020) var en dansk skuespillerinde.
Angela blev uddannet på Skuespillerskolen ved Aarhus Teater i 1953, hvorefter hun opholdt sig otte år på Odense Teater. Herefter blev hun ansat på diverse københavnske scener, bl.a. Det ny Scala, Ungdommens Teater, Aveny Teatret og Folketeatret.
Hun har været gift flere gange, bl.a. med skuespilleren Søren Elung Jensen, med hvem hun har to børn, Mille Elung-Jensen og Martin Elung-Jensen.

## Udvalgt filmografi
- Den rige enke – 1962
- Sonja - 16 år – 1969
- Tintomara – 1970
- Skal vi danse først? – 1979
- Den ubetænksomme elsker – 1982
- Isfugle – 1983
- Venner for altid – 1987
- Lad isbjørnene danse – 1990
- Manden bag døren – 2003
- Far til fire - gi'r aldrig op – 2005
- Kunsten at græde i kor (2007)
- Det som ingen ved (2008)
- Alle for to (2013)
- Klassefesten 2 - Begravelsen (2014)
- Sorgenfri (2015)